# Траппистский монастырь Девы Марии на Филиппинах

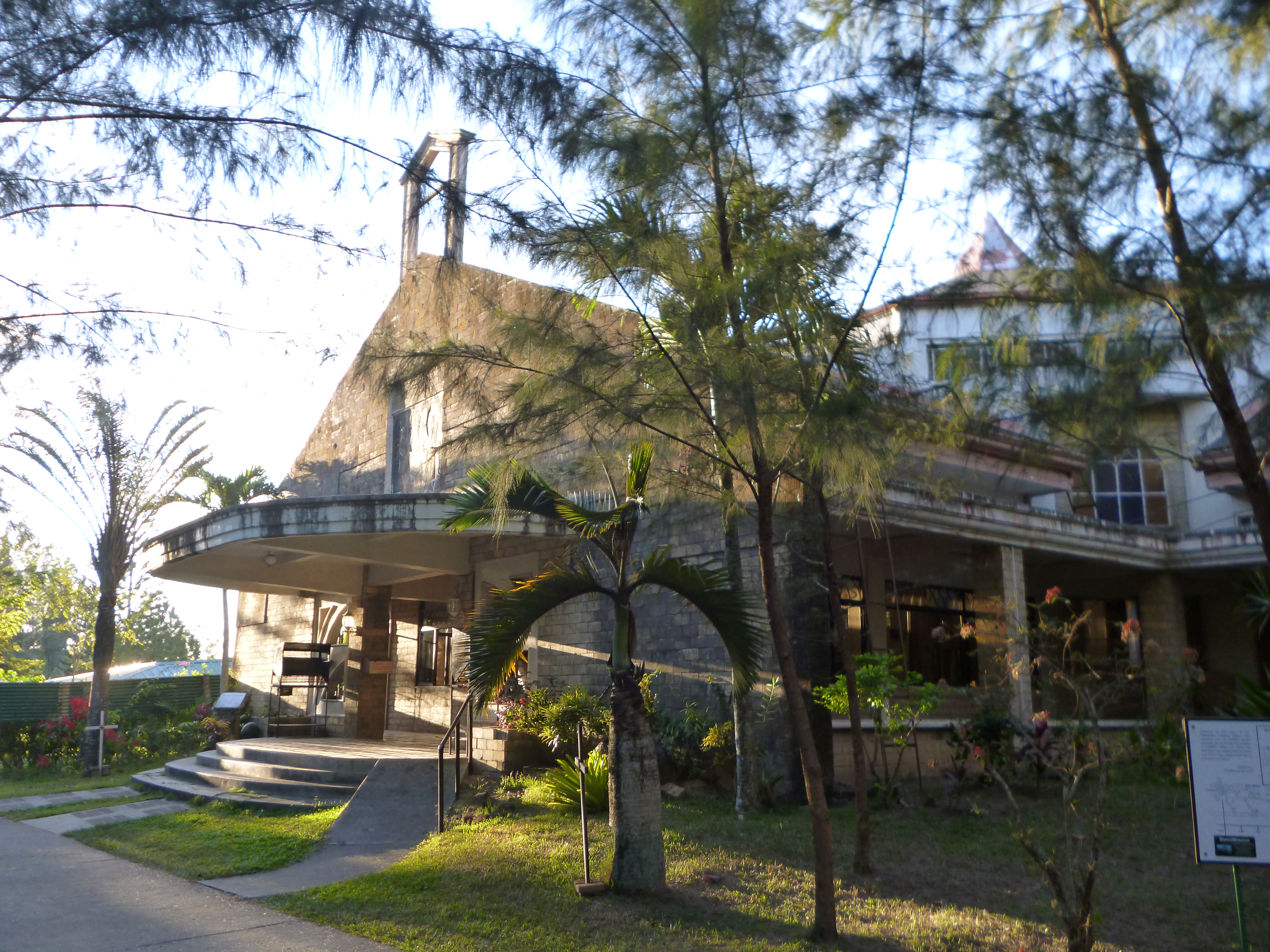
Траппистский монастырь Девы Марии

Траппистский монастырь Девы Марии — монастырь в провинции Гимарас на Филиппинах. Является единственным траппистским монастырём в стране. Он был основан в 1972 году и на конец 2006 года в нём проживало 35 монахов. Они производят ряд продуктов, продаваемых под брендом «траппистские монастырские товары», в том числе ананасовый и манговый джем, которые можно найти в местных магазинах и на полках монастырского ларька. Гимарас славится своими филиппинскими манго. Монастырь также доступен для ночёвки. Это популярная остановка для туристов, посещающих Гимарас.